# Maison Snijders&Rockox
La Maison Snijders&Rockox (Snijders&Rockoxhuis) est un musée d'art et d'histoire situé à Anvers, en Belgique.

## Histoire des bâtiments
La Maison Snijders&Rockox est en fait constituée de deux maisons voisines de la Keizerstraat (d) où vécurent deux personnalités anversoises du temps de Rubens, le bourgmestre Nicolaas Rockox (1560-1640) et le peintre de natures mortes et d'animaux Frans Snijders (1579-1657).

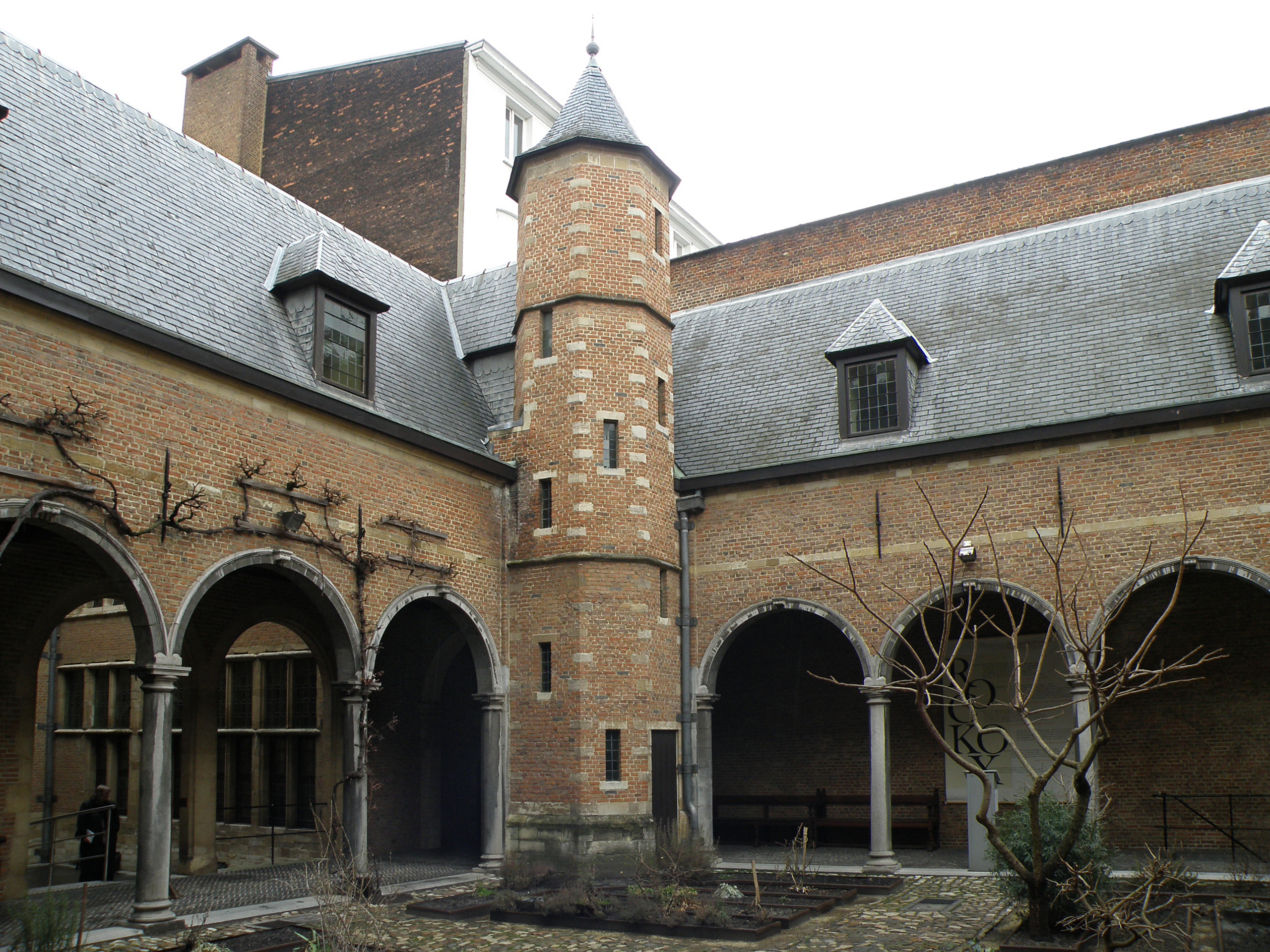
Cour intérieure de la maison Rockox.

La maison Rockox est composée de deux bâtiments du XVIe siècle, l'un d'eux étant nommé Sint-Jacob (« saint Jacques ») et Den Gulden Rinck (« L'anneau d'or »). Ils ont été achetés en 1603 par Rockox, qui les a transformés en un hôtel particulier de style Renaissance flamande.

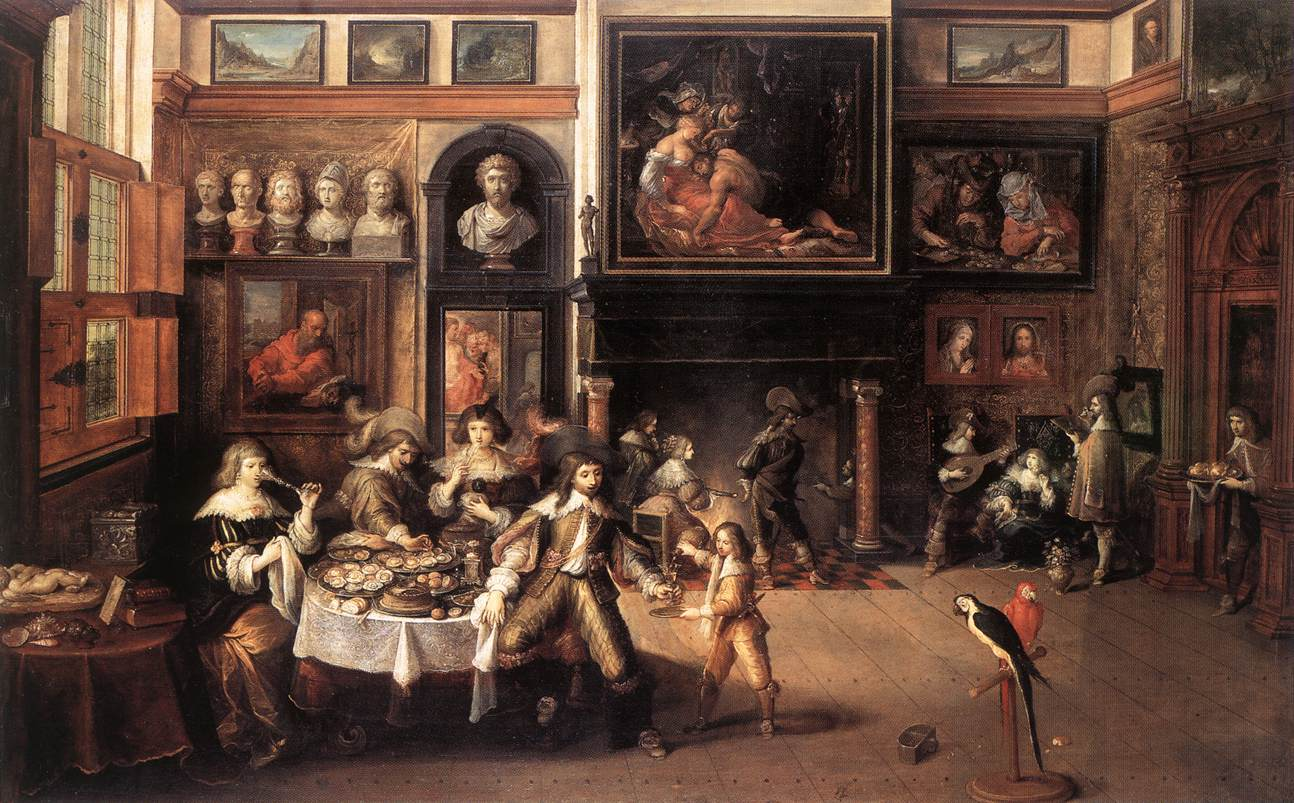
Tableau de Frans Francken II représentant l'intérieur de la maison Rockox (huile sur bois, vers 1630-1635, Alte Pinakothek, Munich).

En 1714, la maison Rockox est acquise par Frans van Simpelvelt, qui fait effectuer quelques transformations en 1715. Les architectes Jules et Edouard Bilmeyer (d) la restaurent entre 1916 et 1919, construisant la galerie et la tour d'angle donnant sur la cour ainsi que le portail baroque de la façade du no 10.
Monument protégé depuis 1948, la maison Rockox est acquise en 1949 par l'asbl Artistenfonds (Fonds des artistes). Sous l'impulsion de Benoît Roose, elle devient un musée tout en abritant, au sous-sol, une brasserie très fréquentée.
La maison voisine, De Fortuyne, a appartenu à Frans Snijders entre 1622 et 1657. L'ensemble est acquis en 1970 par la banque KBC, qui en a confié la restauration à Jozef-Louis Stynen (en) et Richard De Bruyn (d) avant de l'ouvrir au public à partir de 1977 sous l'égide de la Fondation Nicolas Rockox. Ce musée s'est agrandi et a pris sa forme actuelle en 2018.

## Musée
Le parcours du musée est centré sur la vie patricienne au début du XVIIe siècle et souligne les activités de mécène et de collectionneur de Nicolaas Rockox ainsi que l’œuvre picturale de son voisin Frans Snijders.
Une section consacrée aux anciens instruments de musique évoque la famille Duarte, des mélomanes anversois contemporains de Rockox et Snijders.
Les œuvres étant dépourvues de cartels, la visite s'effectue à l'aide d'une tablette tactile permettant d'accéder aux informations grâce à un programme de réalité augmentée.
Outre ses propres collections, le musée expose des œuvres prêtées par d'autres musées, tels que la Maison de Rubens et le Musée royal des Beaux-Arts d'Anvers, ou par des particuliers.

## Collections
Les galeries d'images ci-dessous présentent, de manière non exhaustive et par ordre chronologique de création, une partie des collections appartenant au musée.

### Tableaux

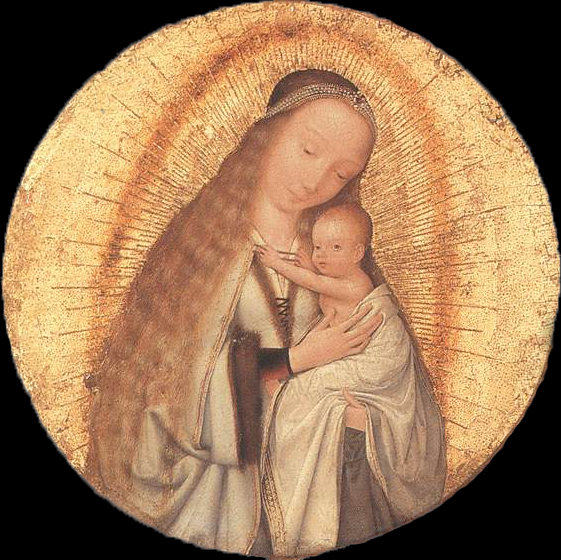
Quentin Metsys, Vierge à l’Enfant, huile sur panneau (h/p), fin du XVe siècle.
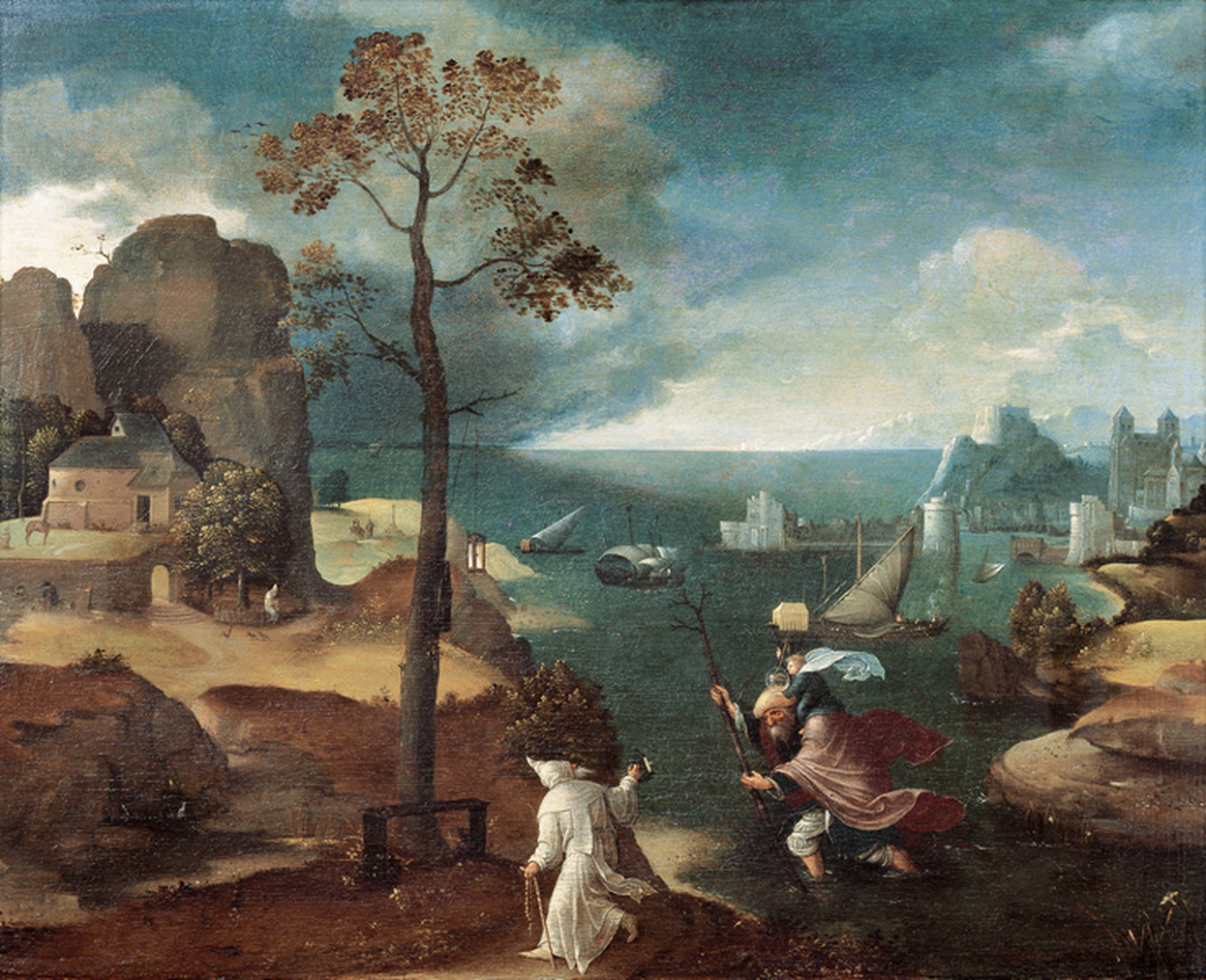
Suiveur de Joachim Patinier, Saint Christophe portant l'Enfant Jésus, h/p, XVIe siècle.
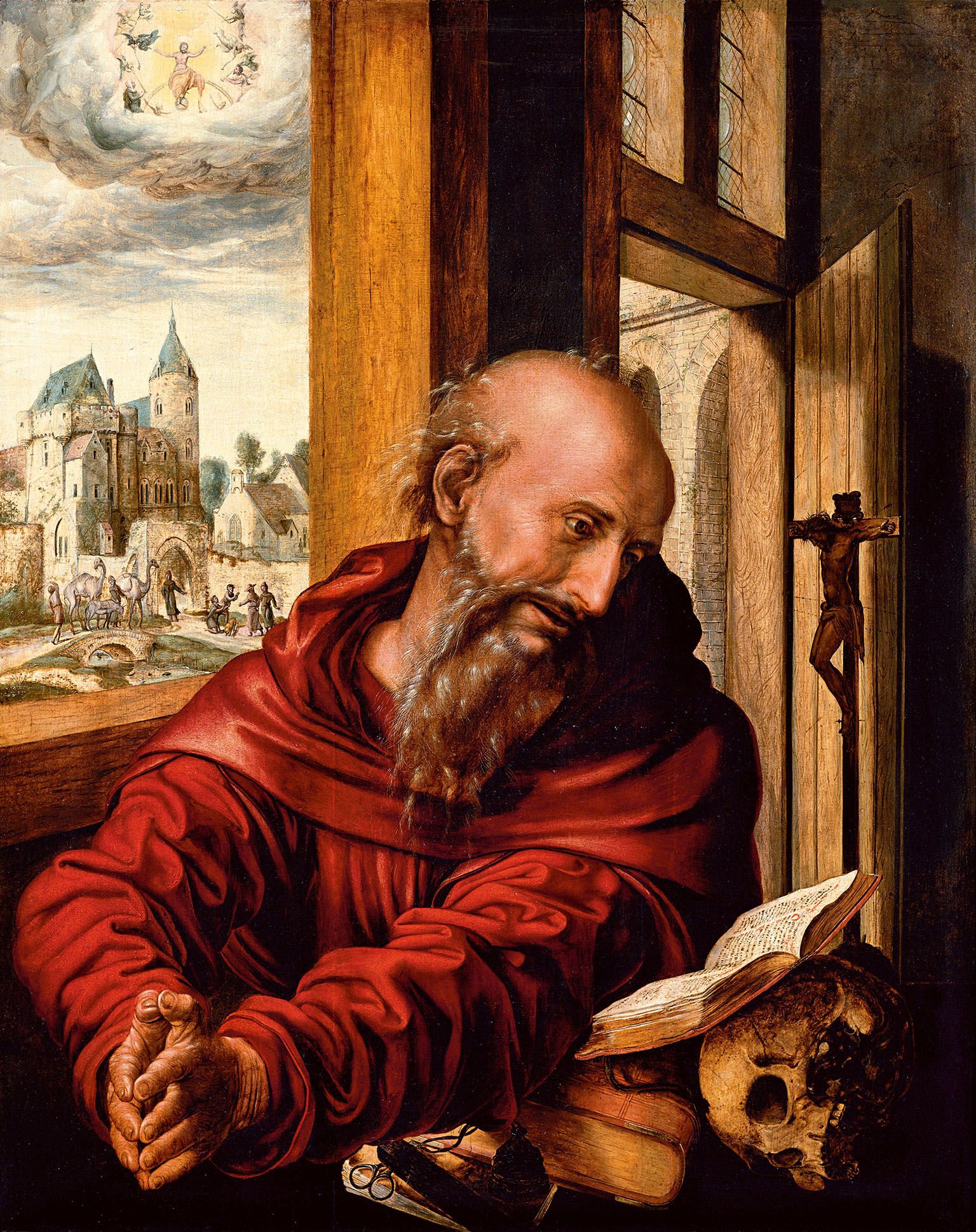
Jan Sanders van Hemessen, Saint Jérôme, h/p, XVIe siècle
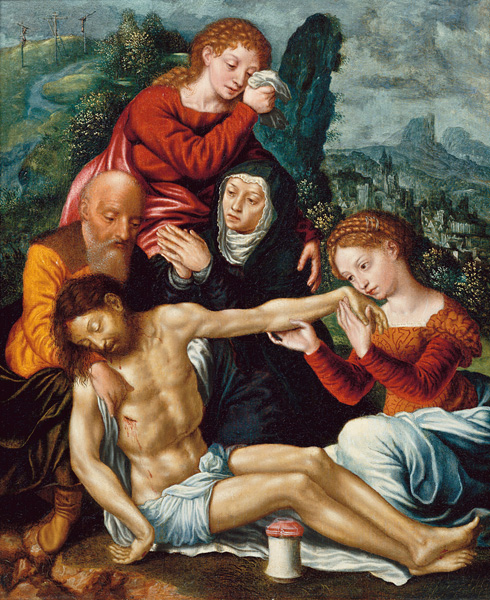
Catharina van Hemessen, La Déploration du Christ, h/p, XVIe siècle.
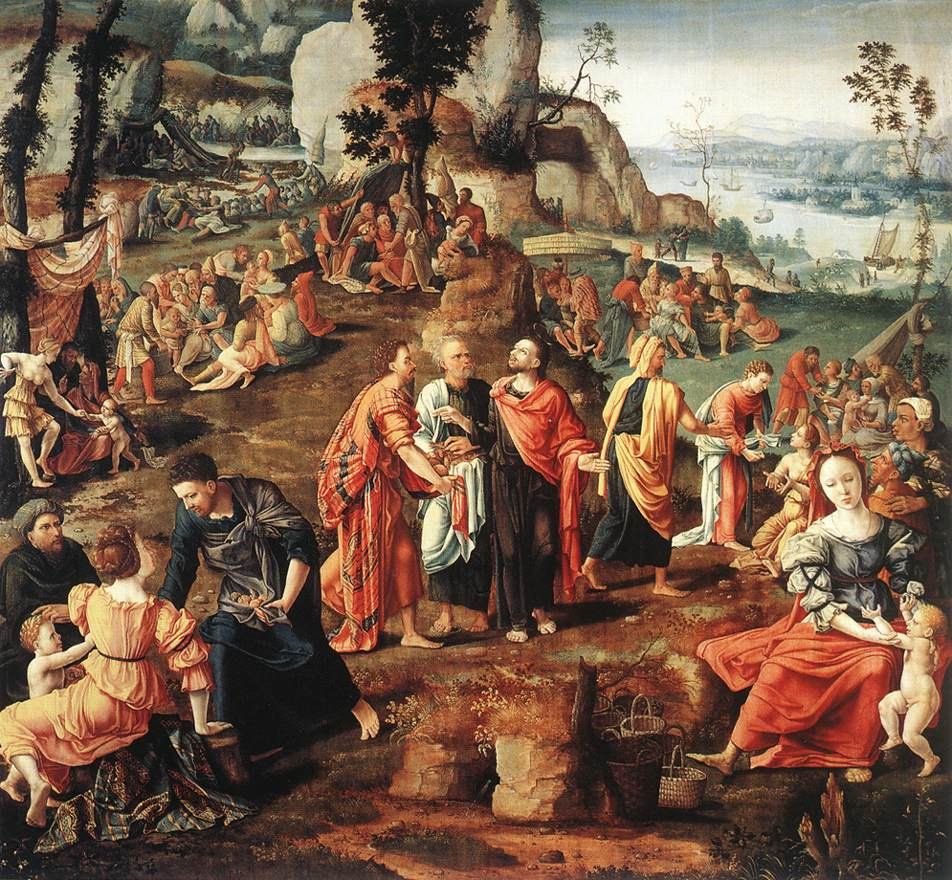
Lambert Lombard, La Multiplication des pains, h/p, XVIe siècle.
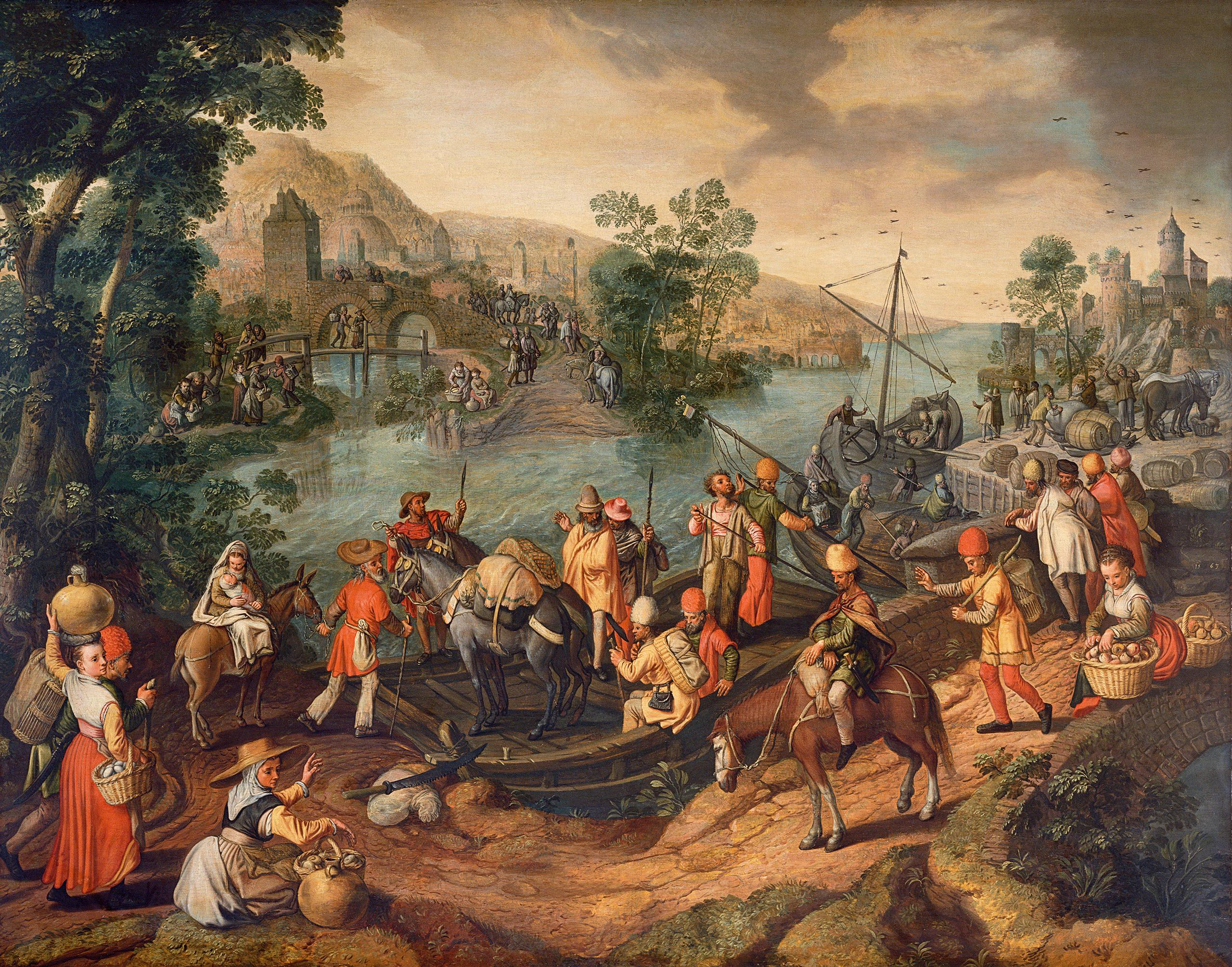
Joachim Bueckelaer, La Fuite en Égypte, h/p, 1563.
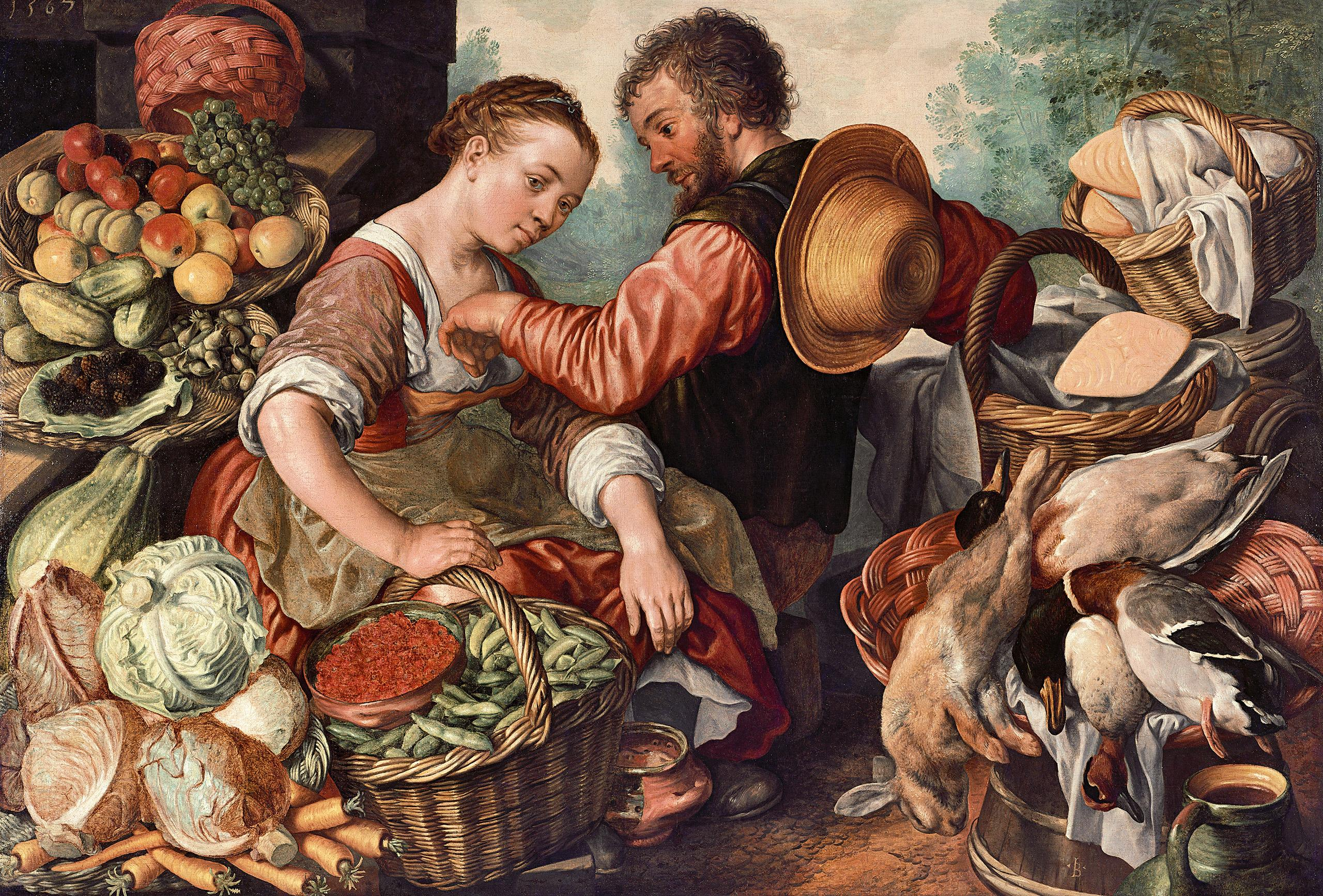
Joachim Bueckelaer, Maraîchère, huile sur toile (h/t), 1567.
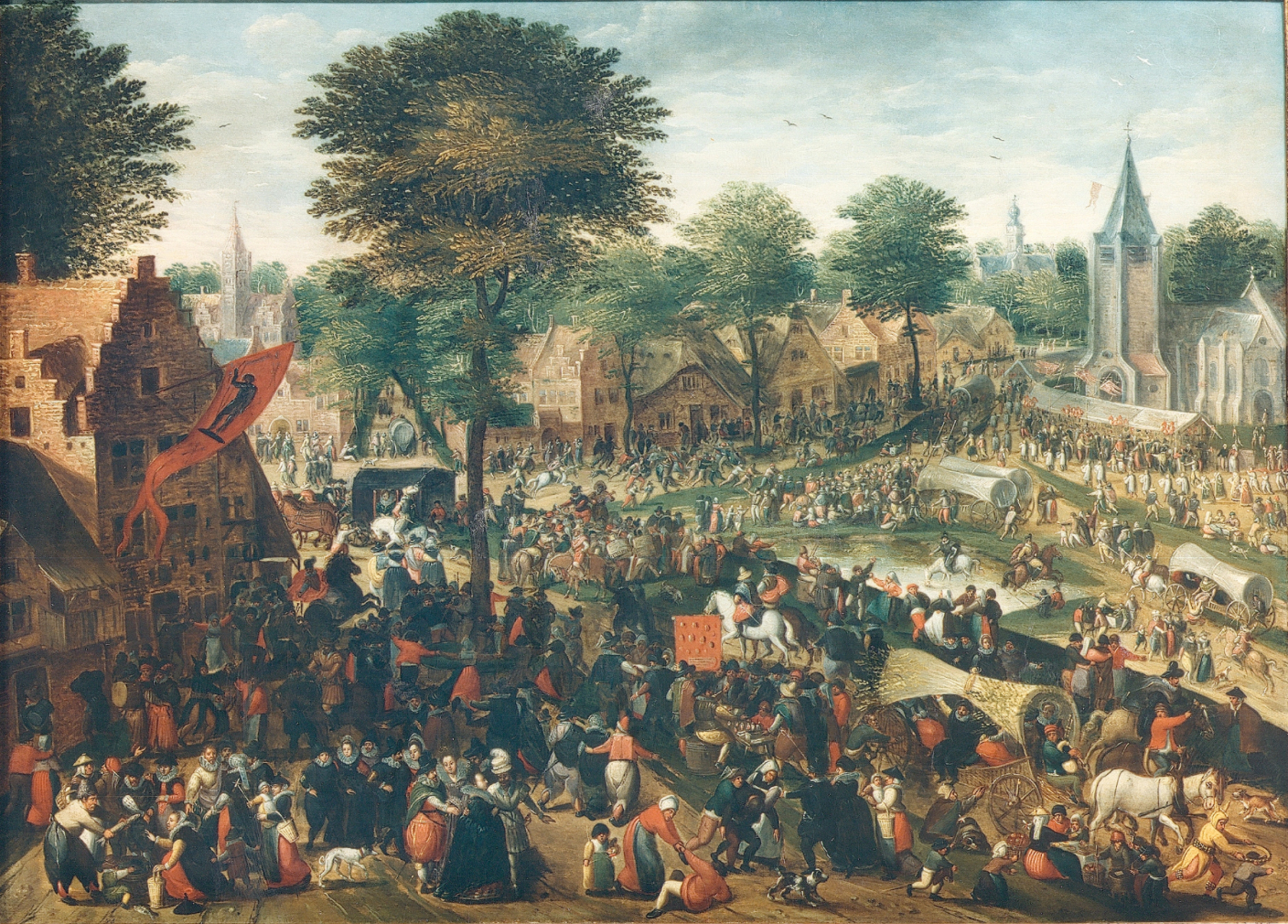
Hans Bol, Kermesse flamande, h/p, seconde moitié du XVIe siècle.
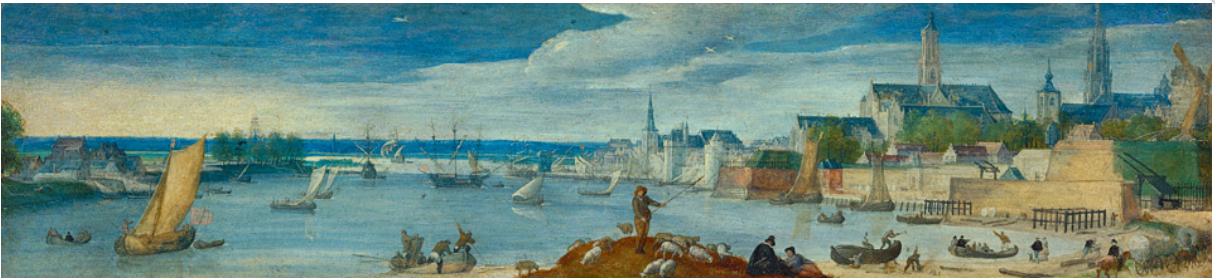
Hans Bol, Vue panoramique d'Anvers et de son port, huile sur vélin, 1584.
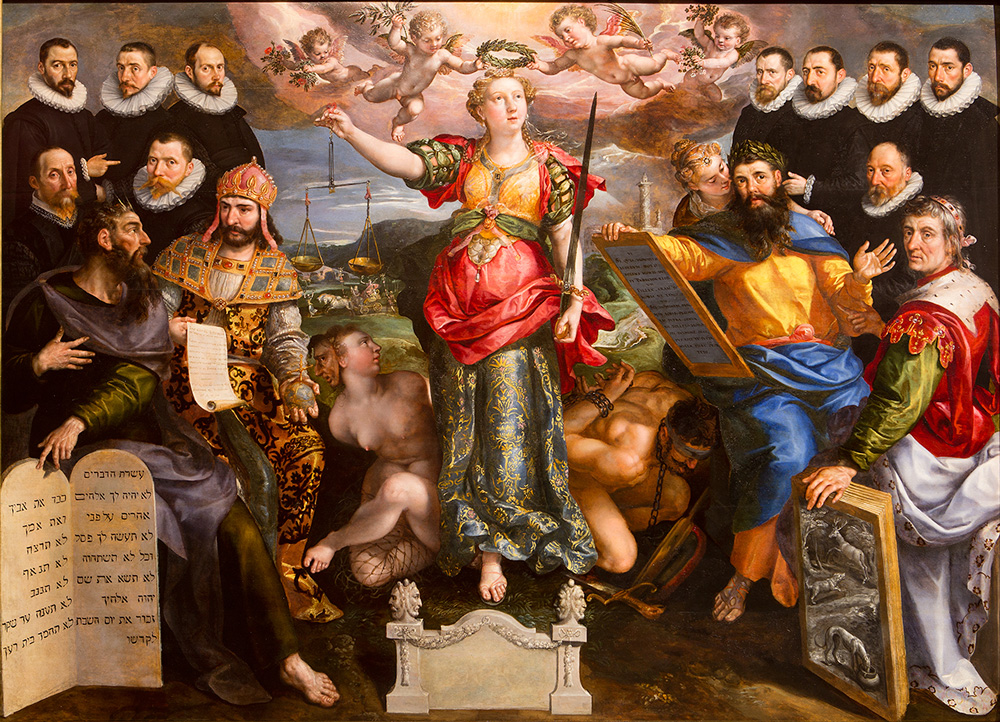
Maarten de Vos, Le Tribunal de la Monnaie brabaçonne à Anvers, h/p, 1594.
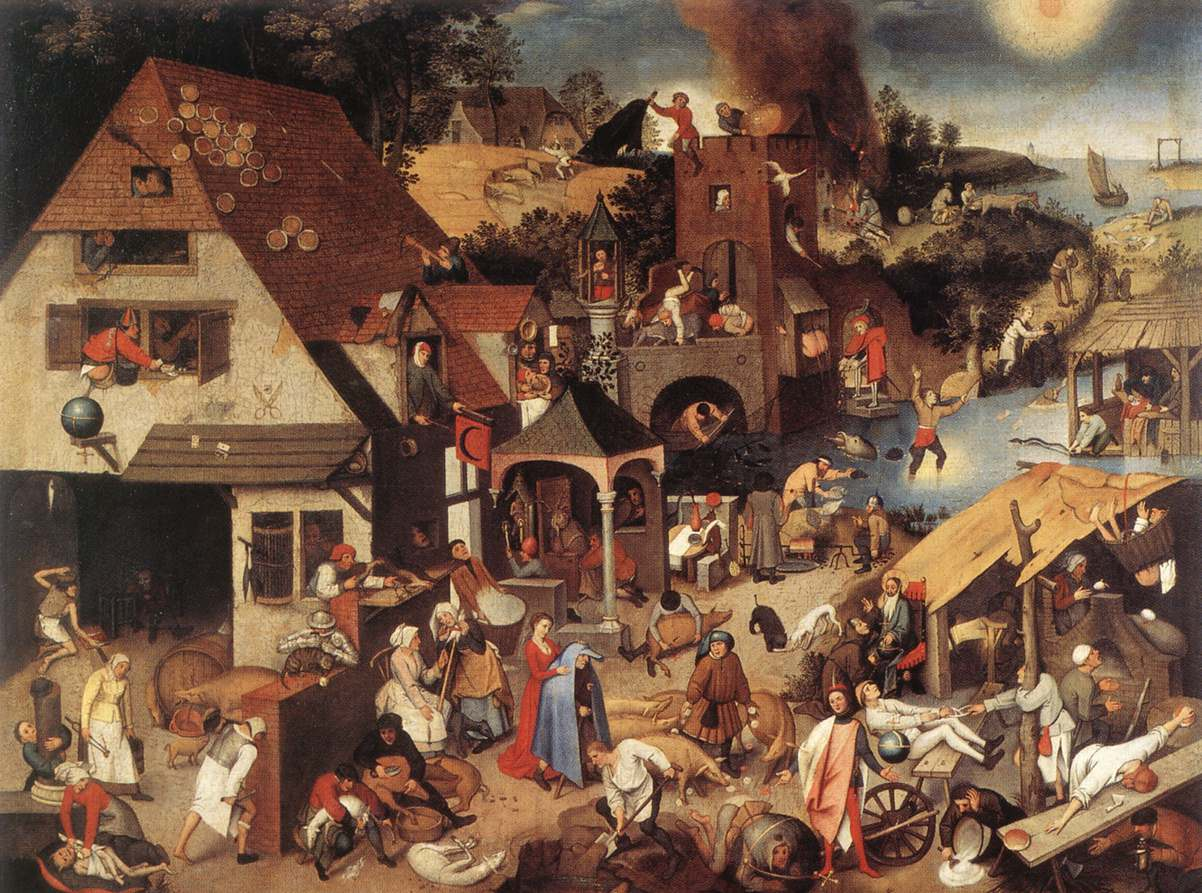
Pieter Brueghel le Jeune, Proverbes (copie des Proverbes flamands de Pieter Brueghel l'Ancien), h/t, 1595.
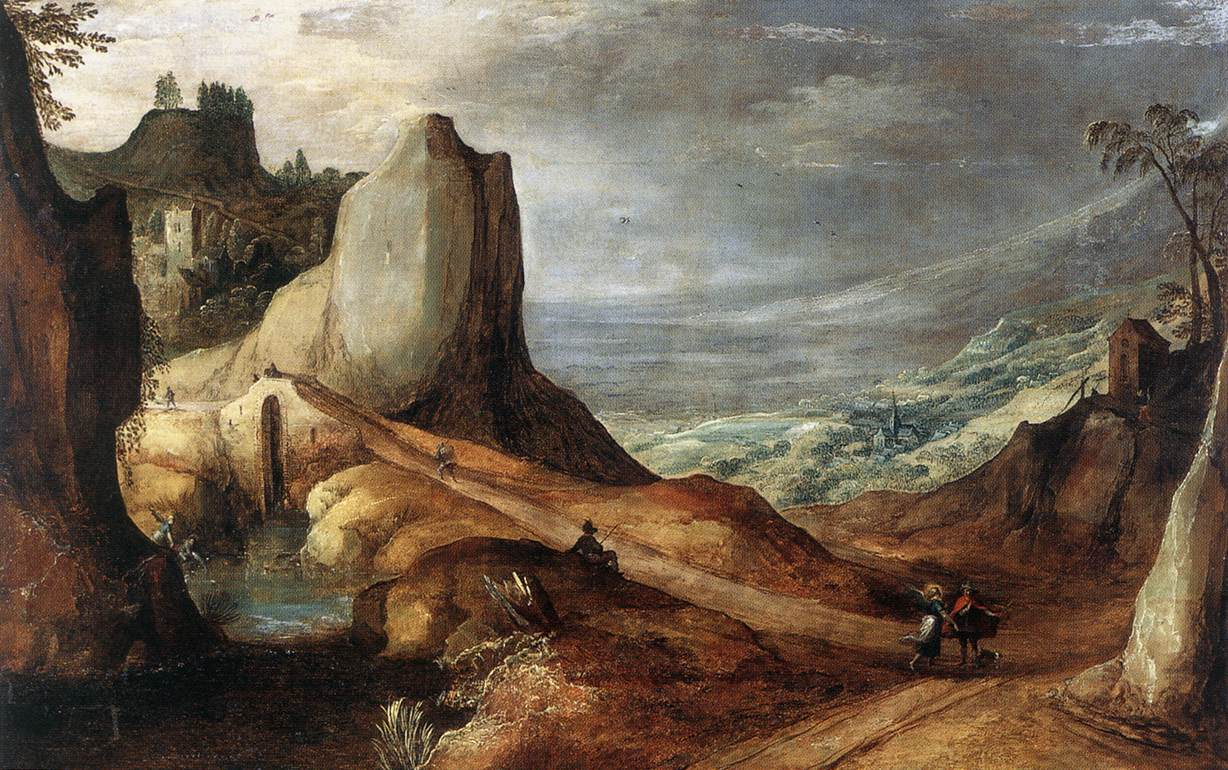
Joos de Momper, Le Voyage de Tobie, h/p, début du XVIIe siècle.
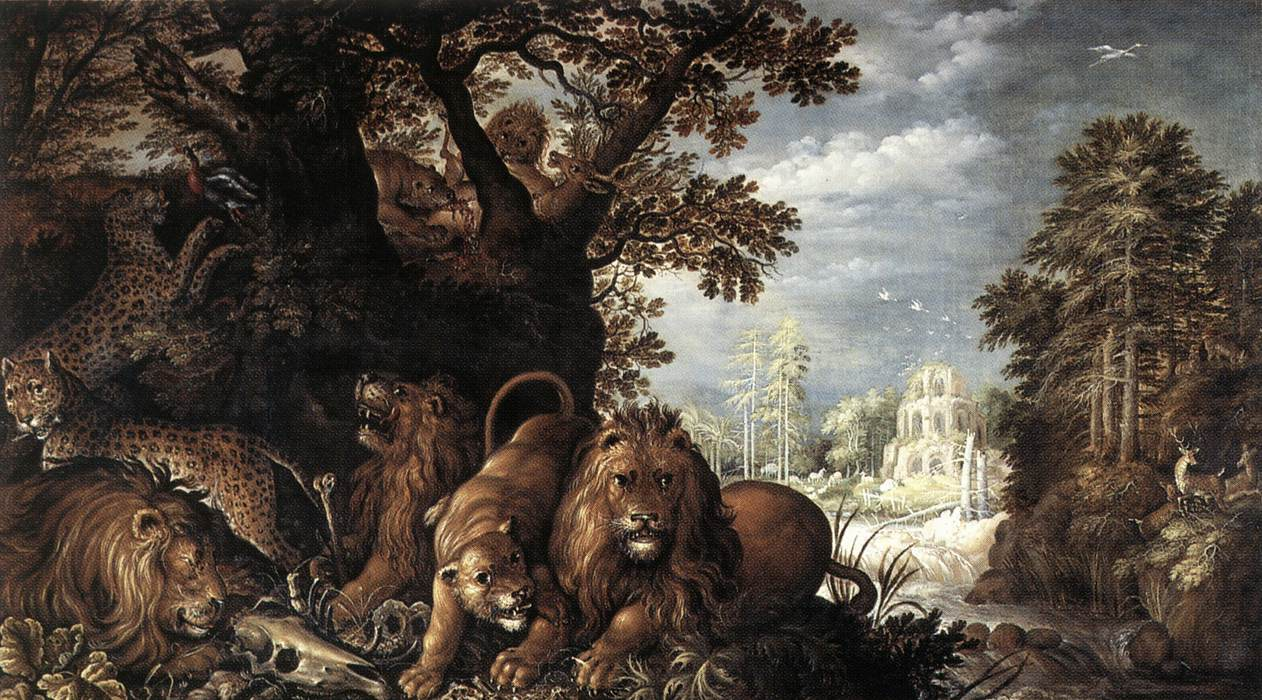
Roelandt Savery, Paysage avec des animaux sauvages, h/t, début du XVIIe siècle.
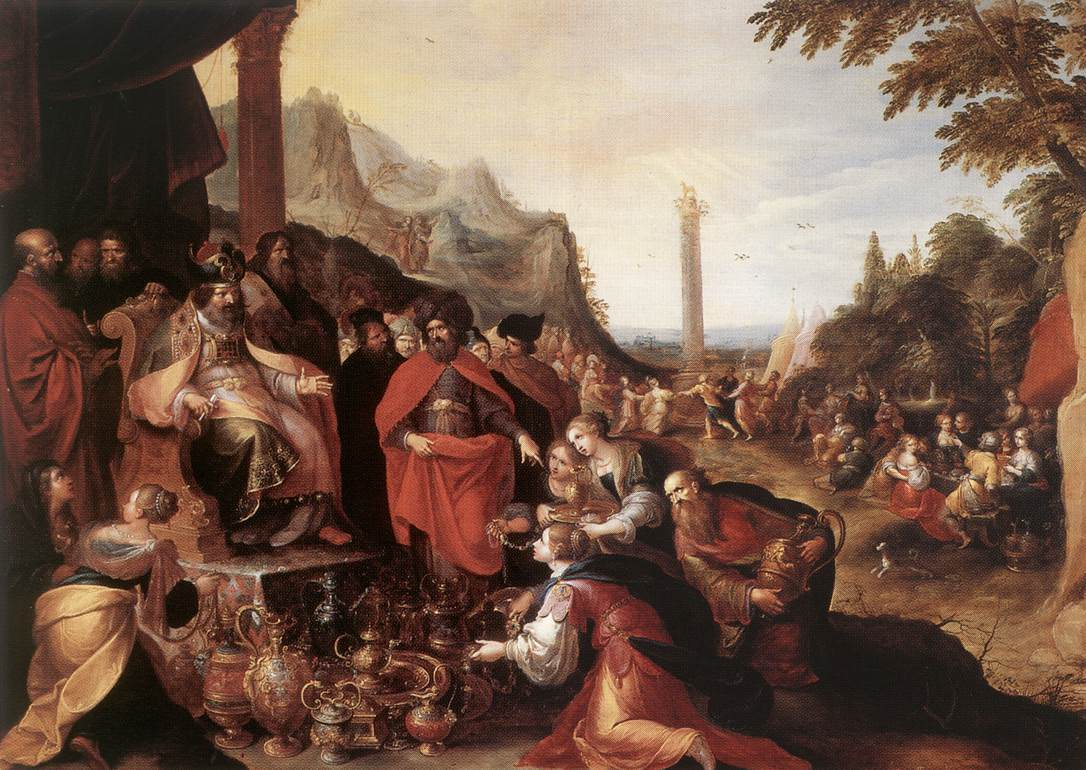
Frans Francken II, L'Adoration du Veau d'or, h/t, début du XVIIe siècle.
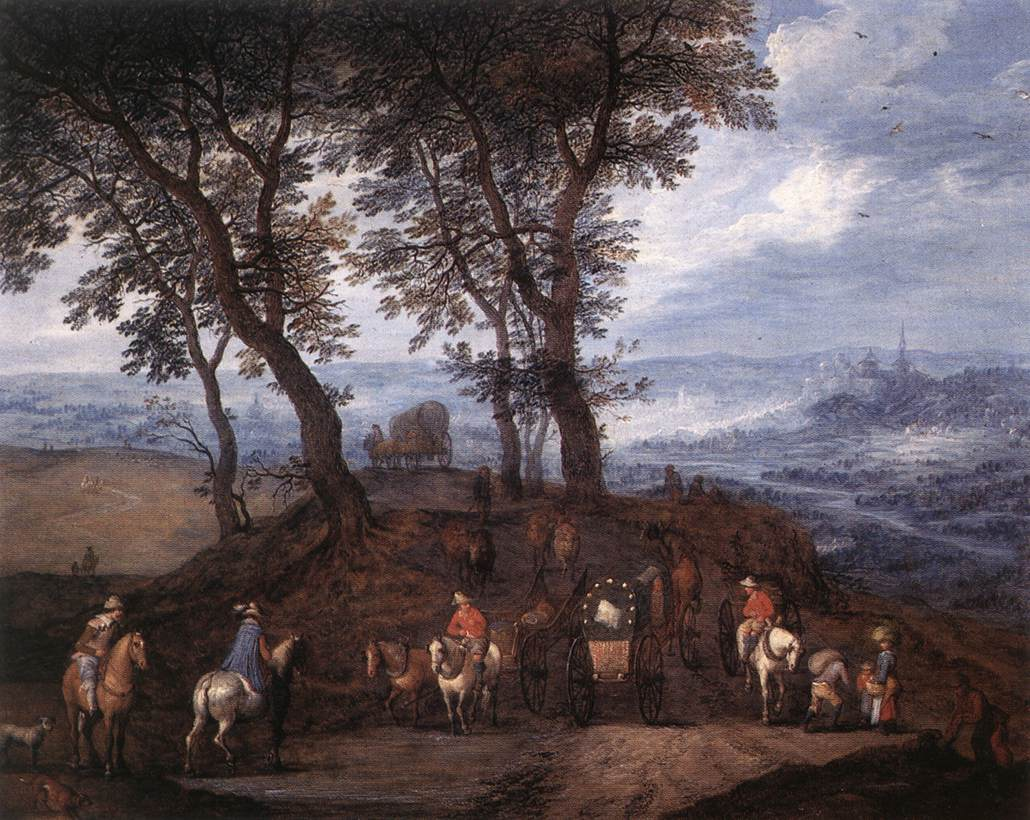
Jan Brueghel l'Ancien, Voyageurs en chemin, huile sur cuivre, vers 1610.
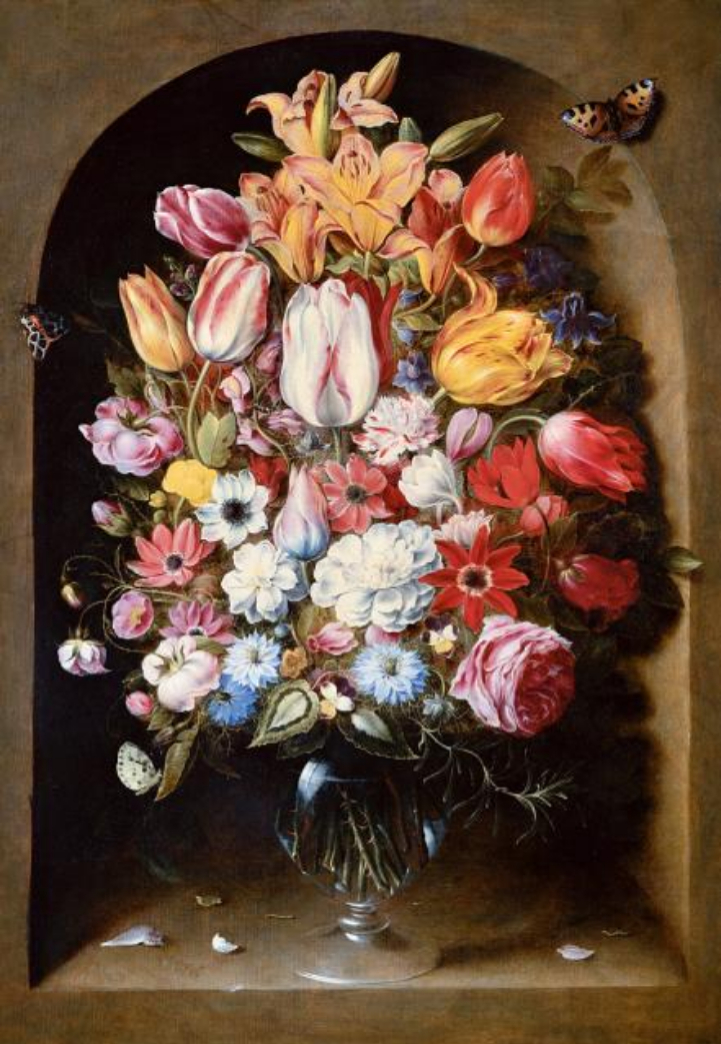
Osias Beert, Fleurs dans une niche, huile sur cuivre, vers 1610-1620.
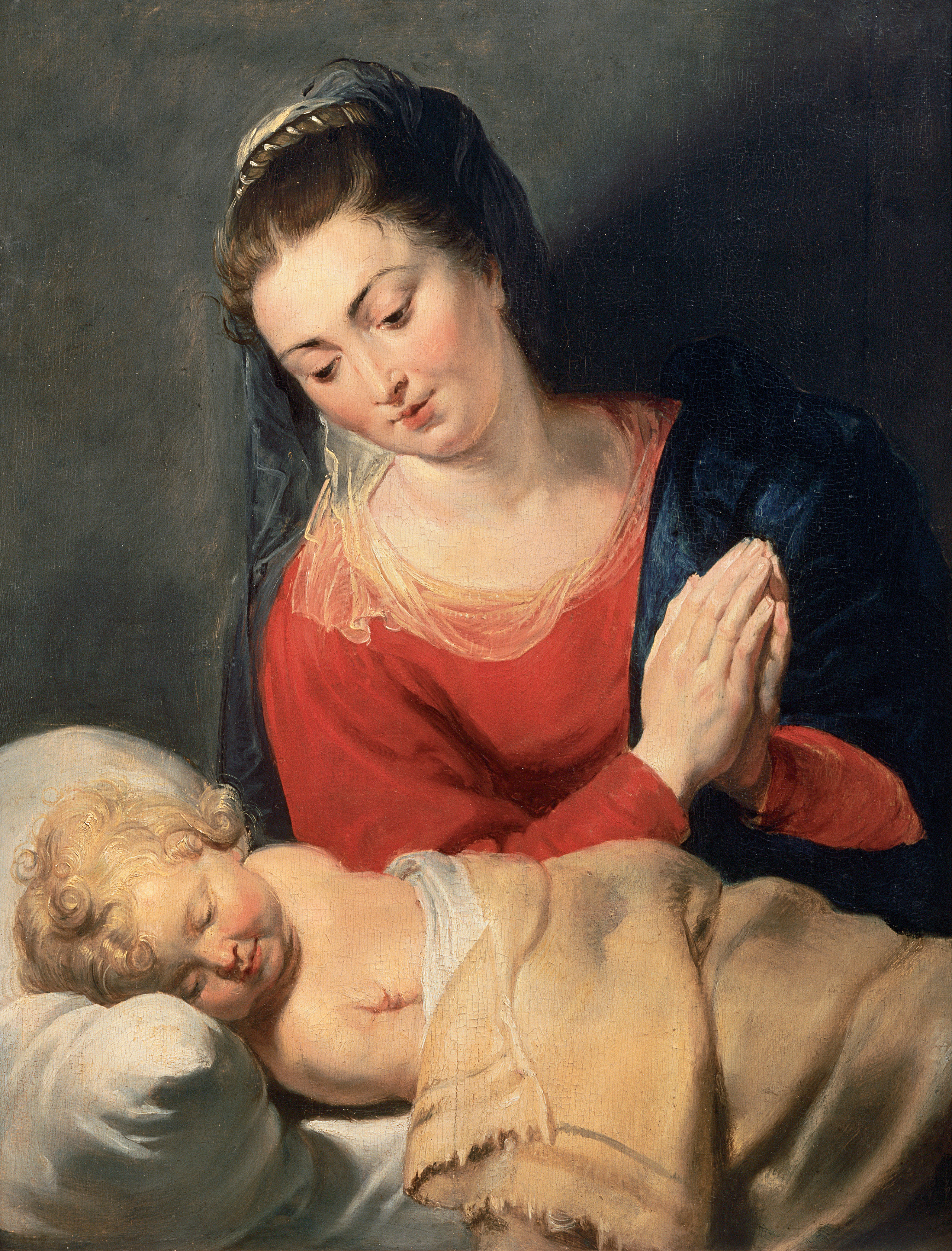
Rubens, Marie en adoration devant l'Enfant Jésus endormi, h/t, vers 1616.
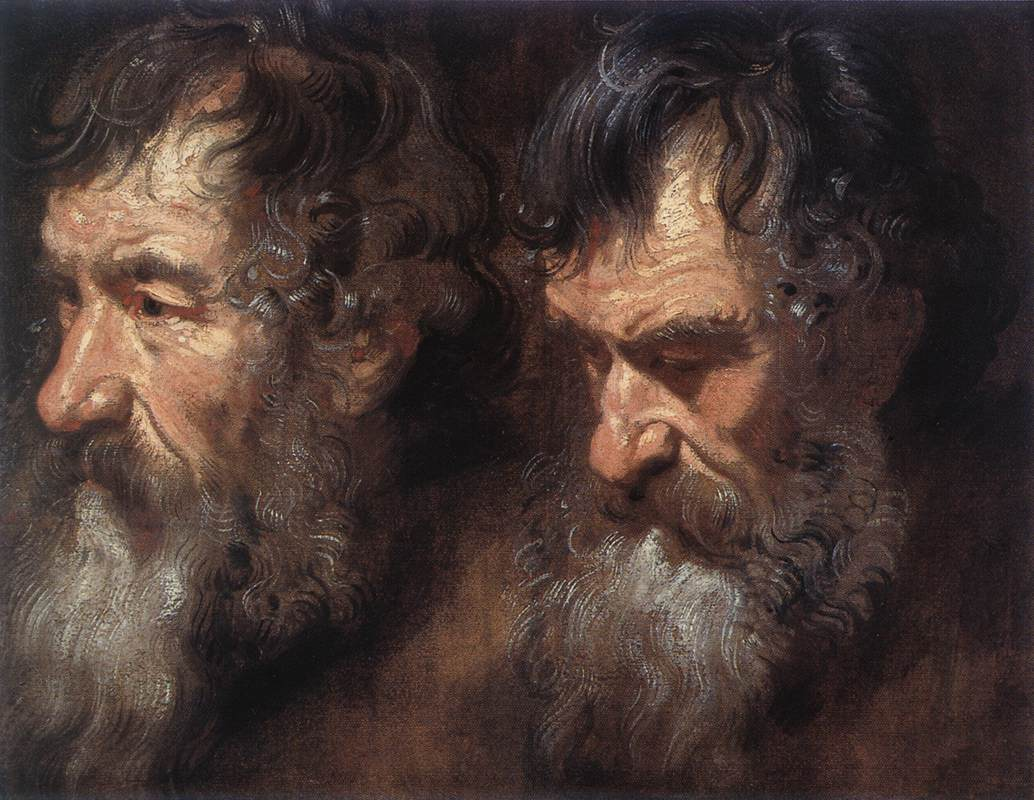
Antoine van Dyck, Études d'une tête d'homme, h/t marouflée sur panneau, vers 1618.
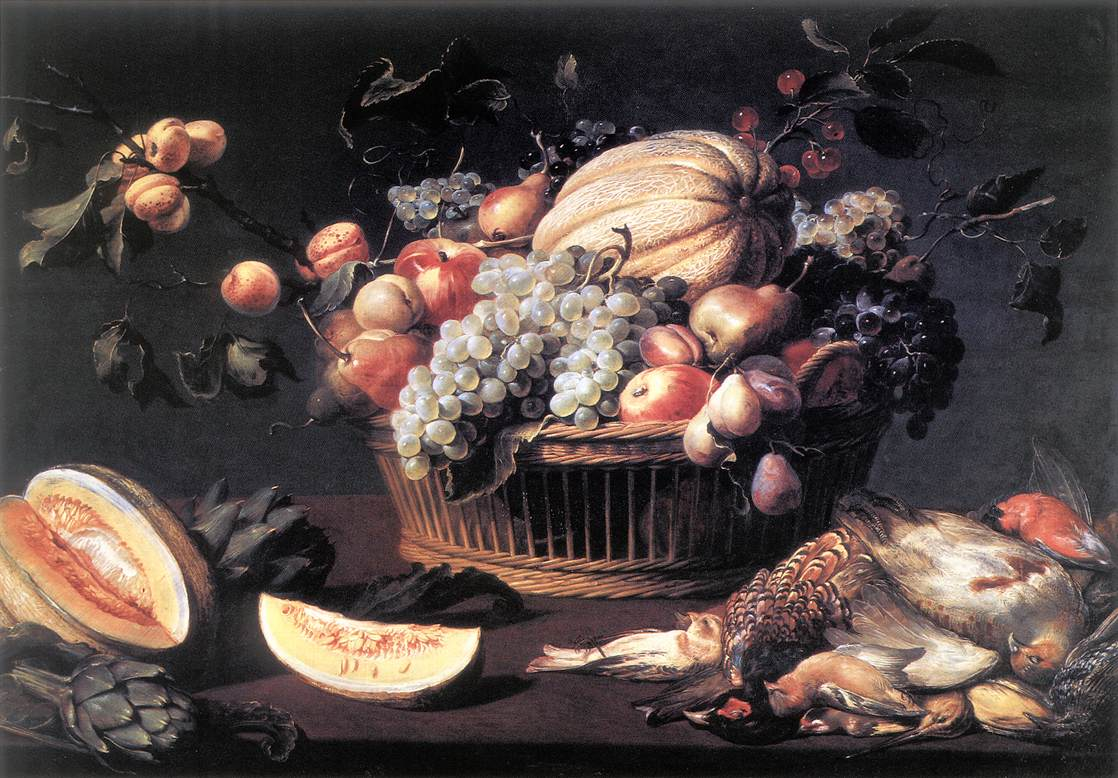
Frans Snijders, Nature morte, h/b, 1616.
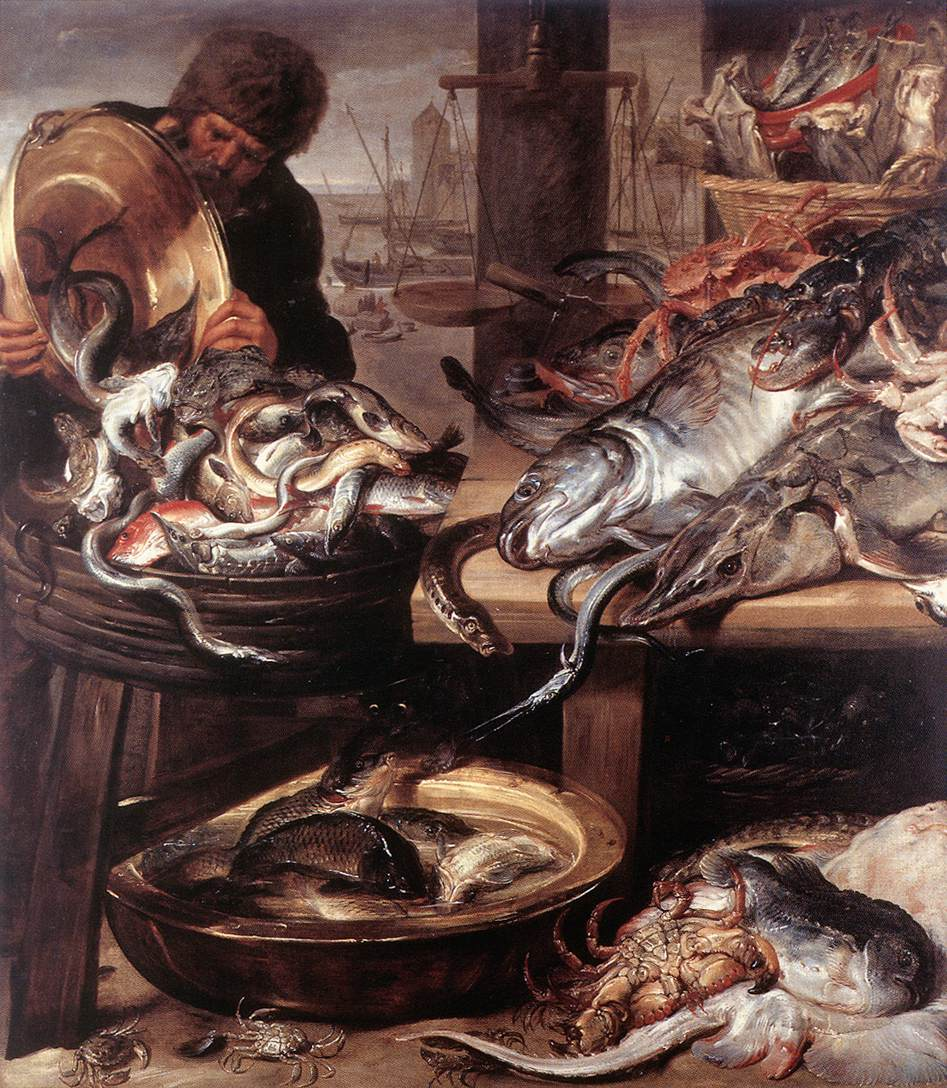
Frans Snijders, Le Marché aux poissons à Anvers, h/t, deuxième décennie du XVIIe siècle.
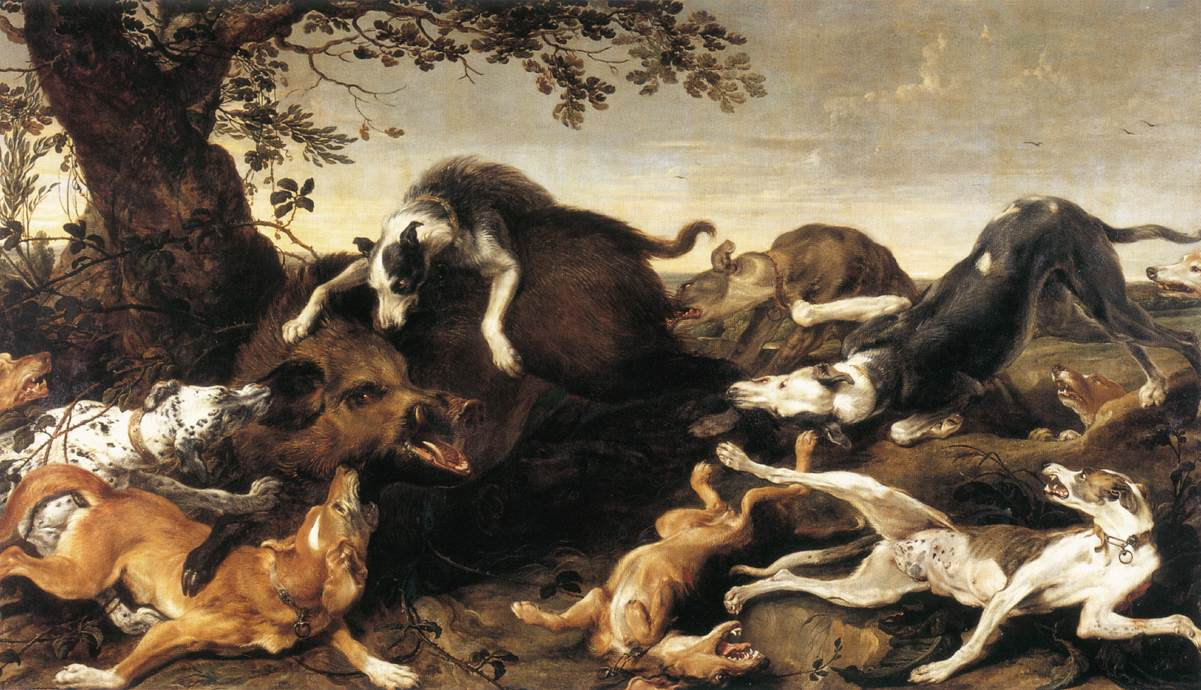
Frans Snijders, Chasse au sanglier, h/t, vers 1620-1630.
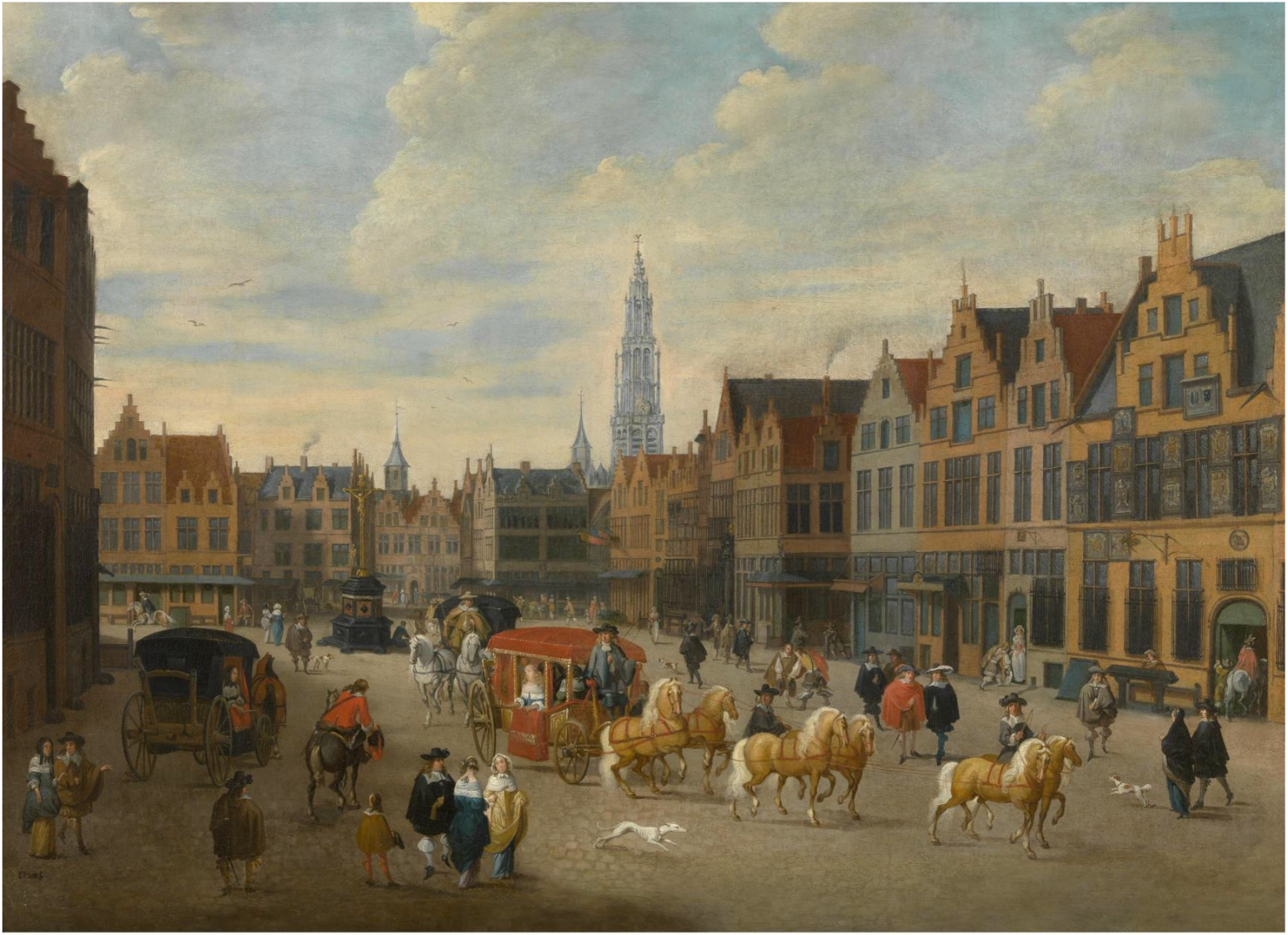
Erasmus de Bie, Le Meir à Anvers, h/p, 1640.
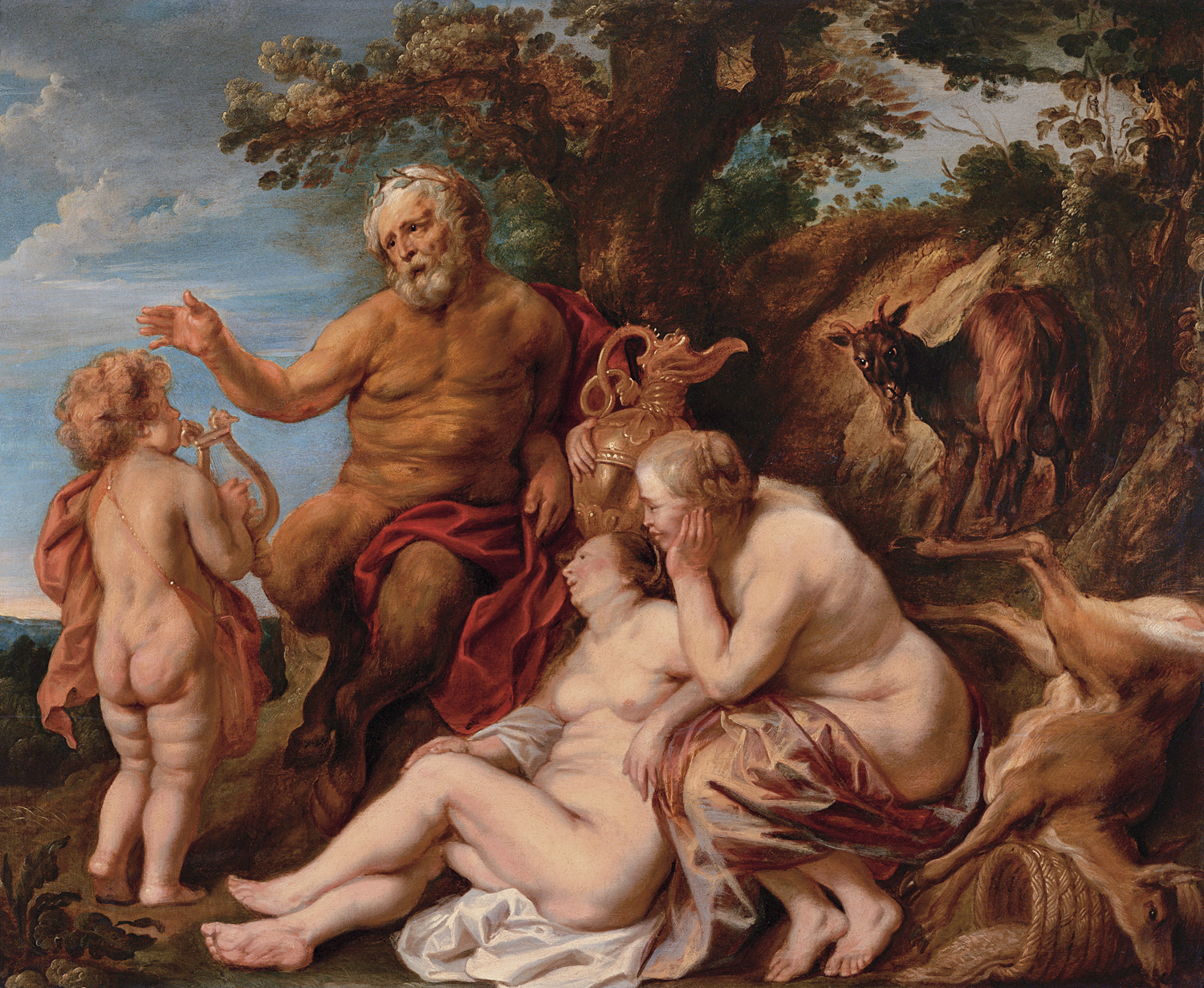
Jacob Jordaens, L’Éducation de Jupiter, h/p, vers 1645.
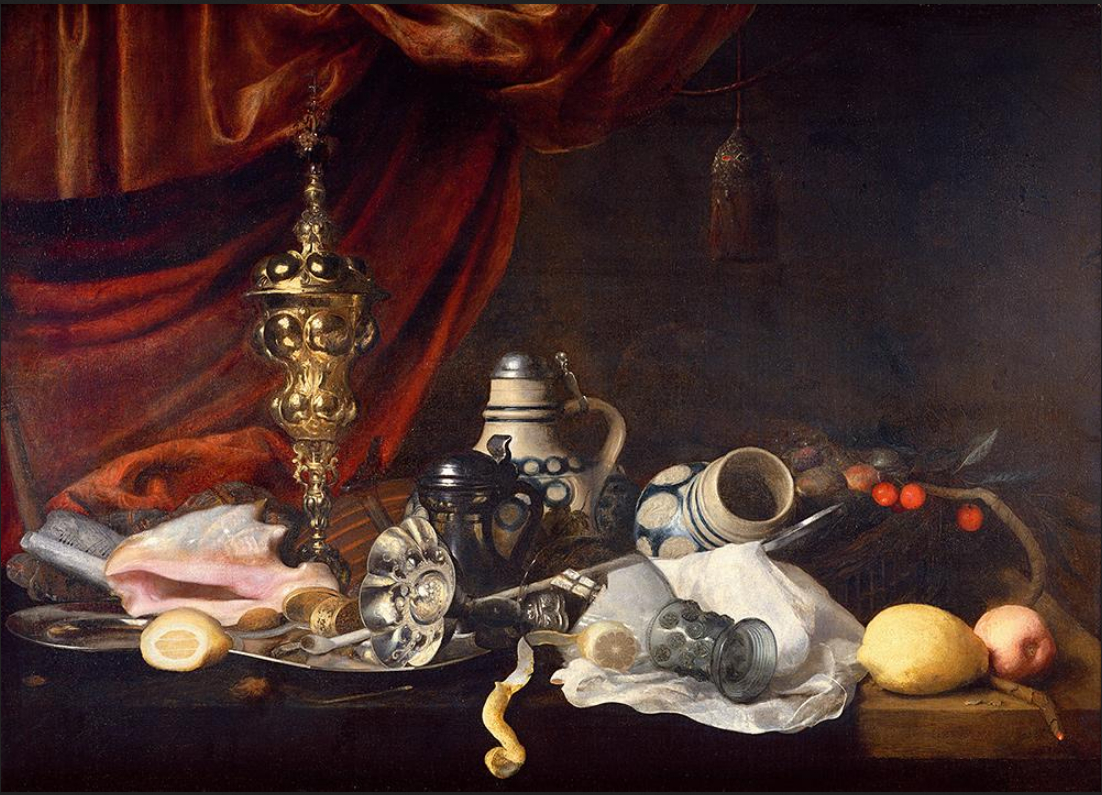
Petrus Willebeeck (en), Nature morte, h/t, première moitié du XVIe siècle.
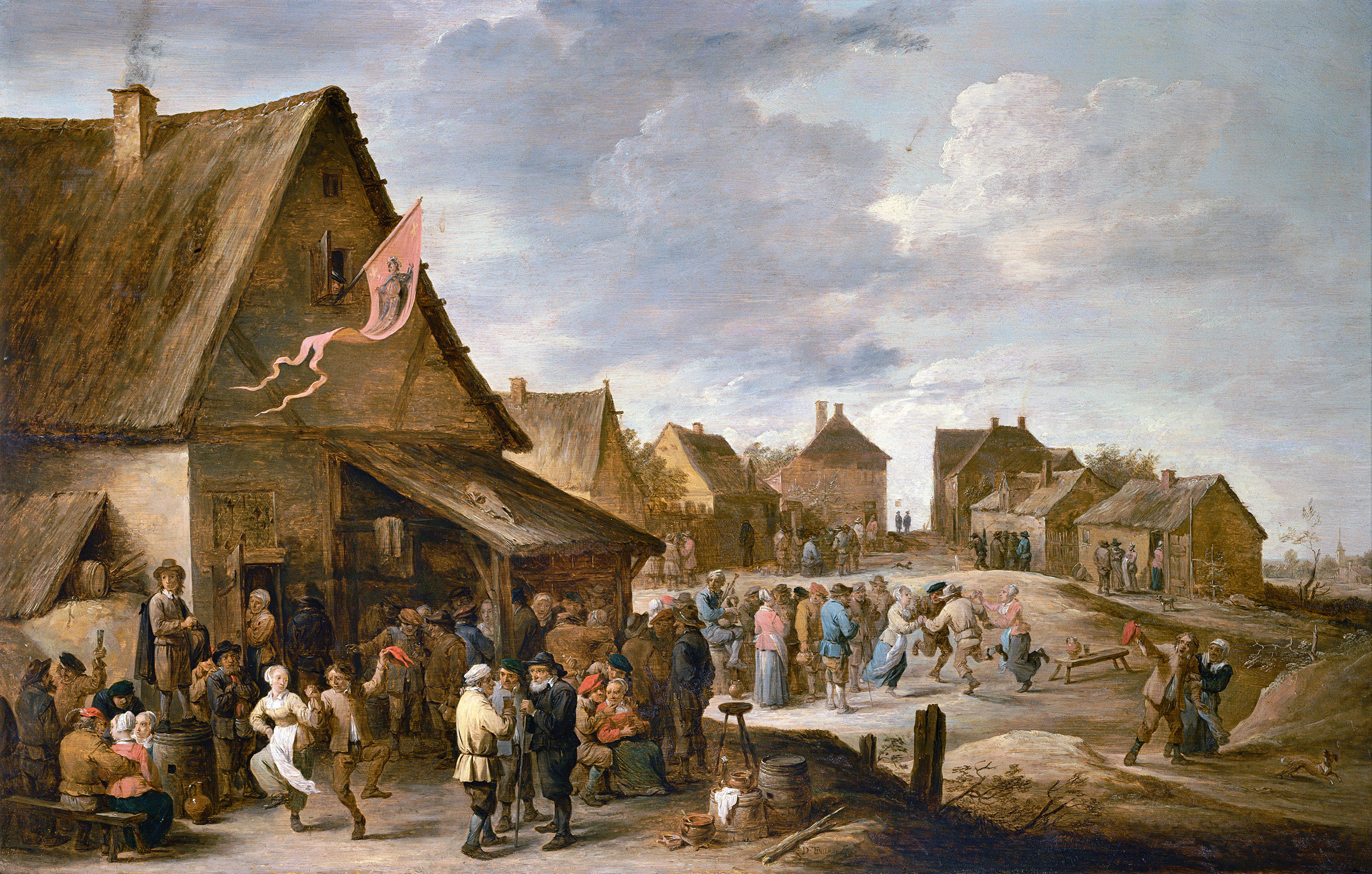
David Teniers le Jeune, Fête villageoise, h/t, vers 1650.
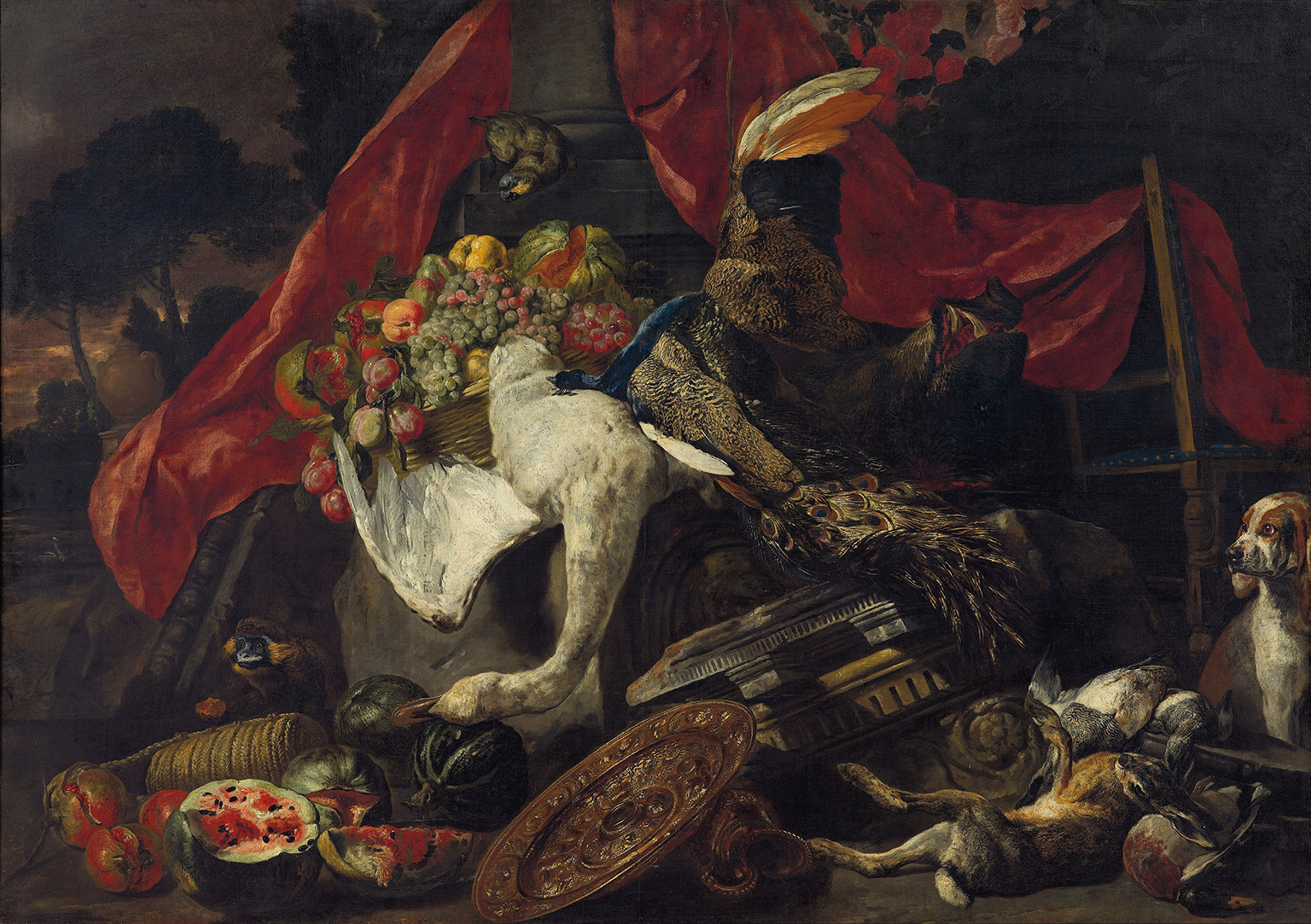
Pieter Boel, Nature morte, h/t, fin des années 1650.
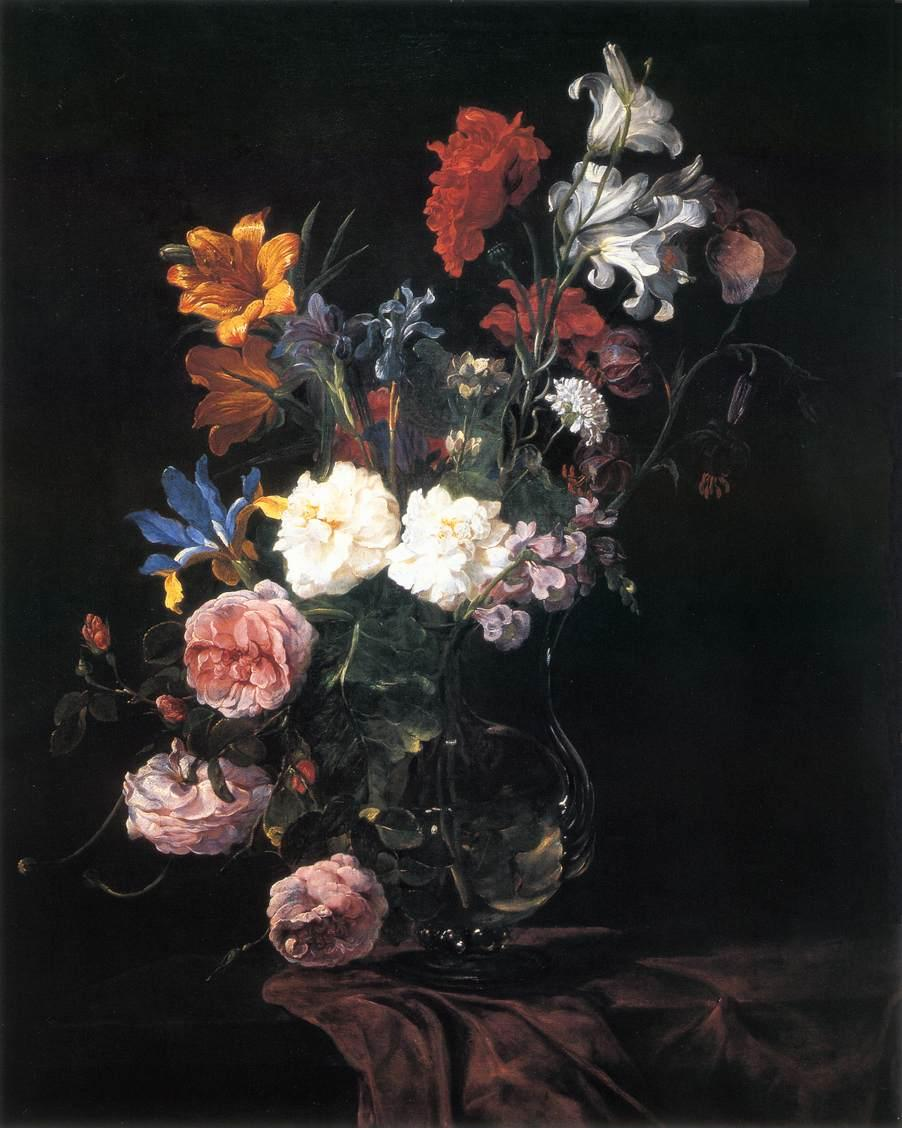
Jan Fyt, Fleurs dans un vase, h/p, vers 1650-1661.
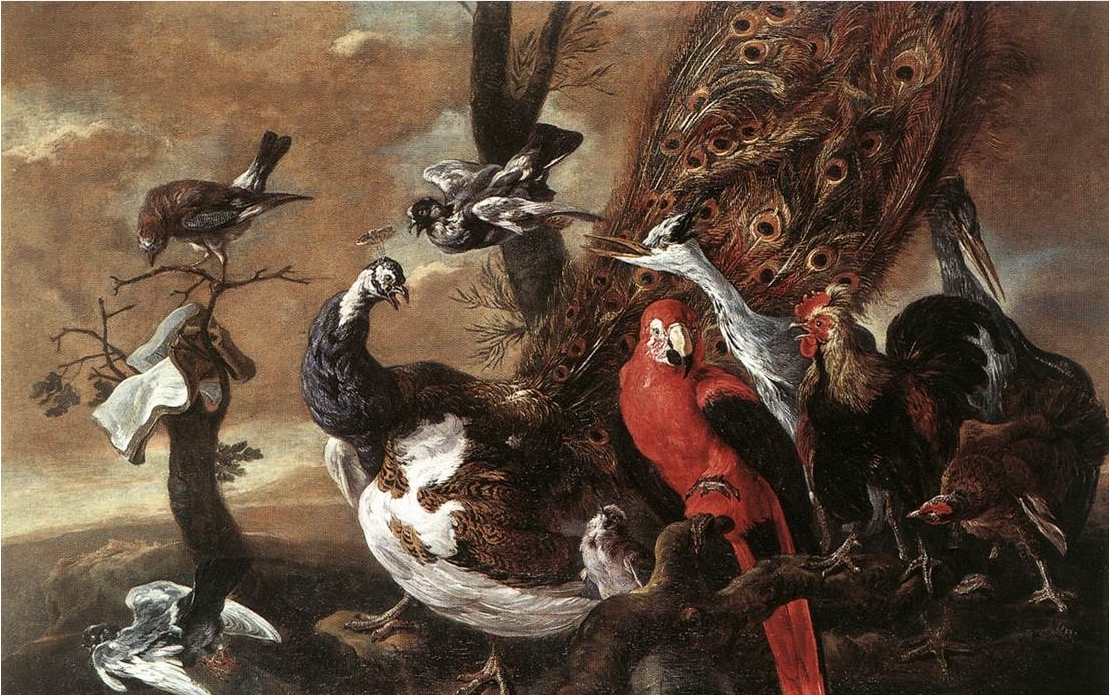
Jan Fyt, Concert d'oiseaux, h/t, XVIIe siècle.

### Autres objets

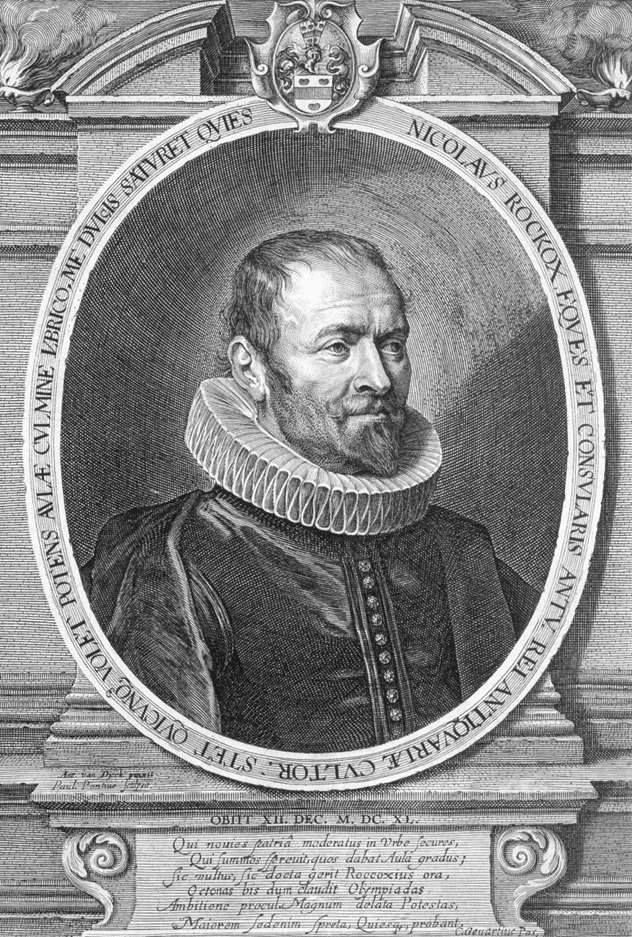
Paulus Pontius (d'après Antoine van Dyck), Portrait de Nicolaas Rockox, gravure sur cuivre, milieu du XVIIe siècle.
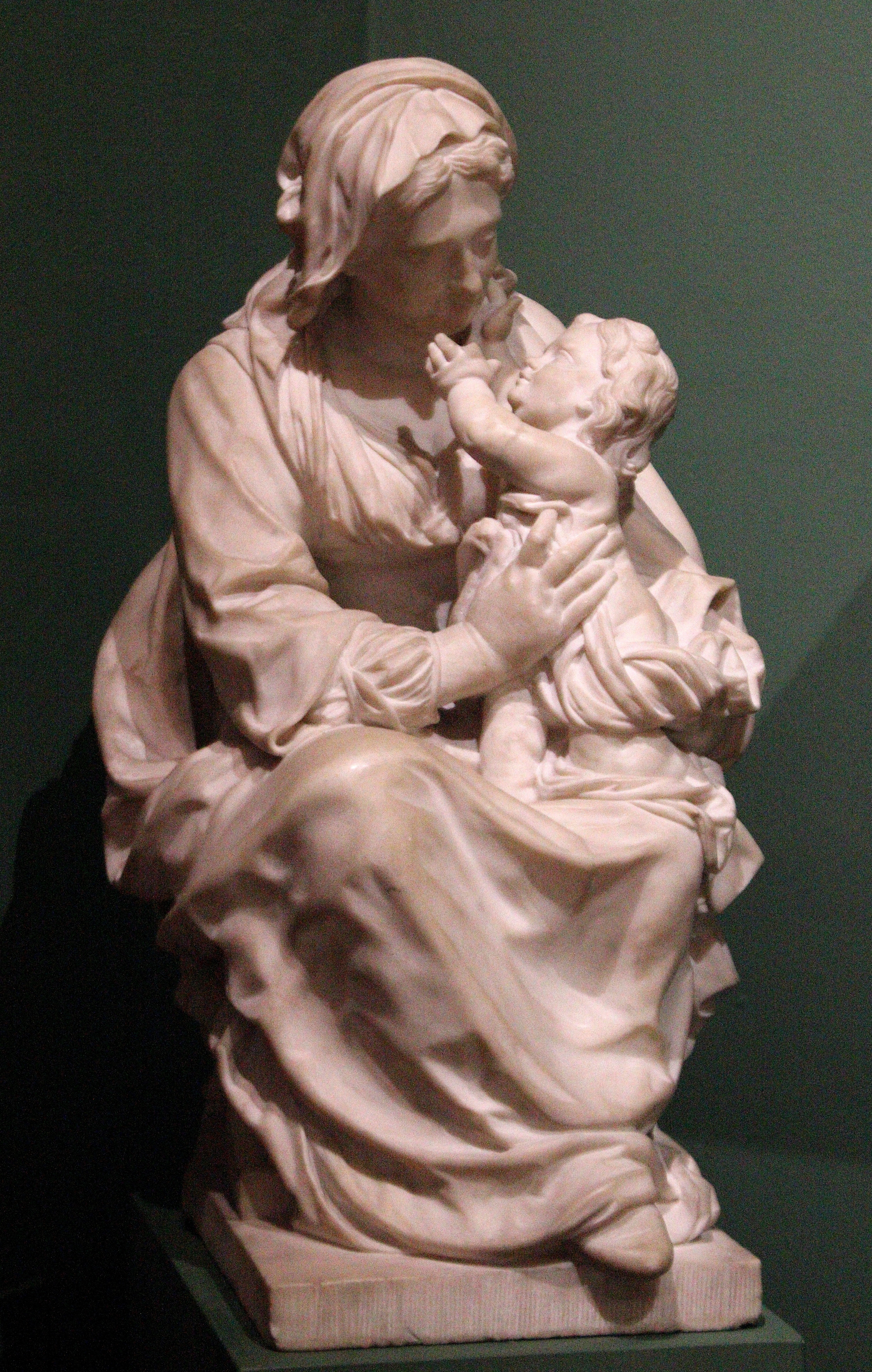
Lucas Faydherbe, Marie et l'Enfant Jésus, marbre, vers 1675.